# Dmitrij Vasiljevič Grigorovič
Dmitrij Vasiljevič Grigorovič (rusky Дми́трий Васи́льевич Григоро́вич; 31. března 1822 selo Čereman (Nikolskoje) Stavropolského ujezda – 3. ledna 1900 Sankt Petěrburg) byl ruský spisovatel a umělecký kritik.
Narodil se ve vsi nedaleko Simbirsku, otec byl penzionovaný dragounský důstojník, matka Cydonia de Varmont byla Francouzka.
Začátek jeho tvorby je spojen s tzv. naturální školou, ale sociální zaměření jeho díla se později vytrácí.
Je pochován na Volkovském hřbitově (rus. 'Волковское кладбище') v Sankt-Petěrburgu.

## Fotogalerie

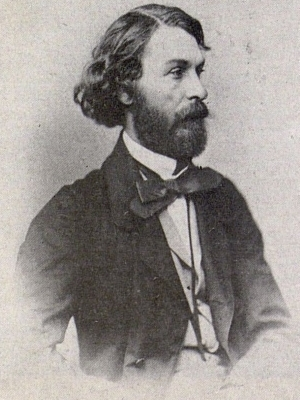
Dmitrij Vasiljevič Grigorovič (cca 1850)
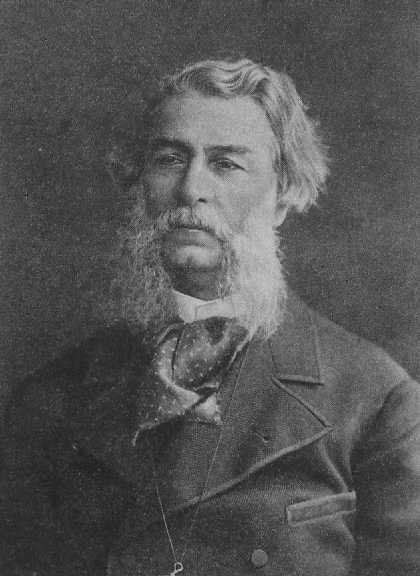
Dmitrij Vasiljevič Grigorovič (1880)
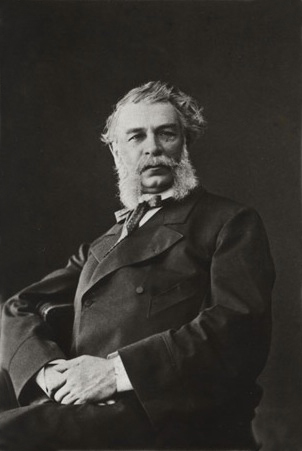
Dmitrij Vasiljevič Grigorovič (1881-1882)
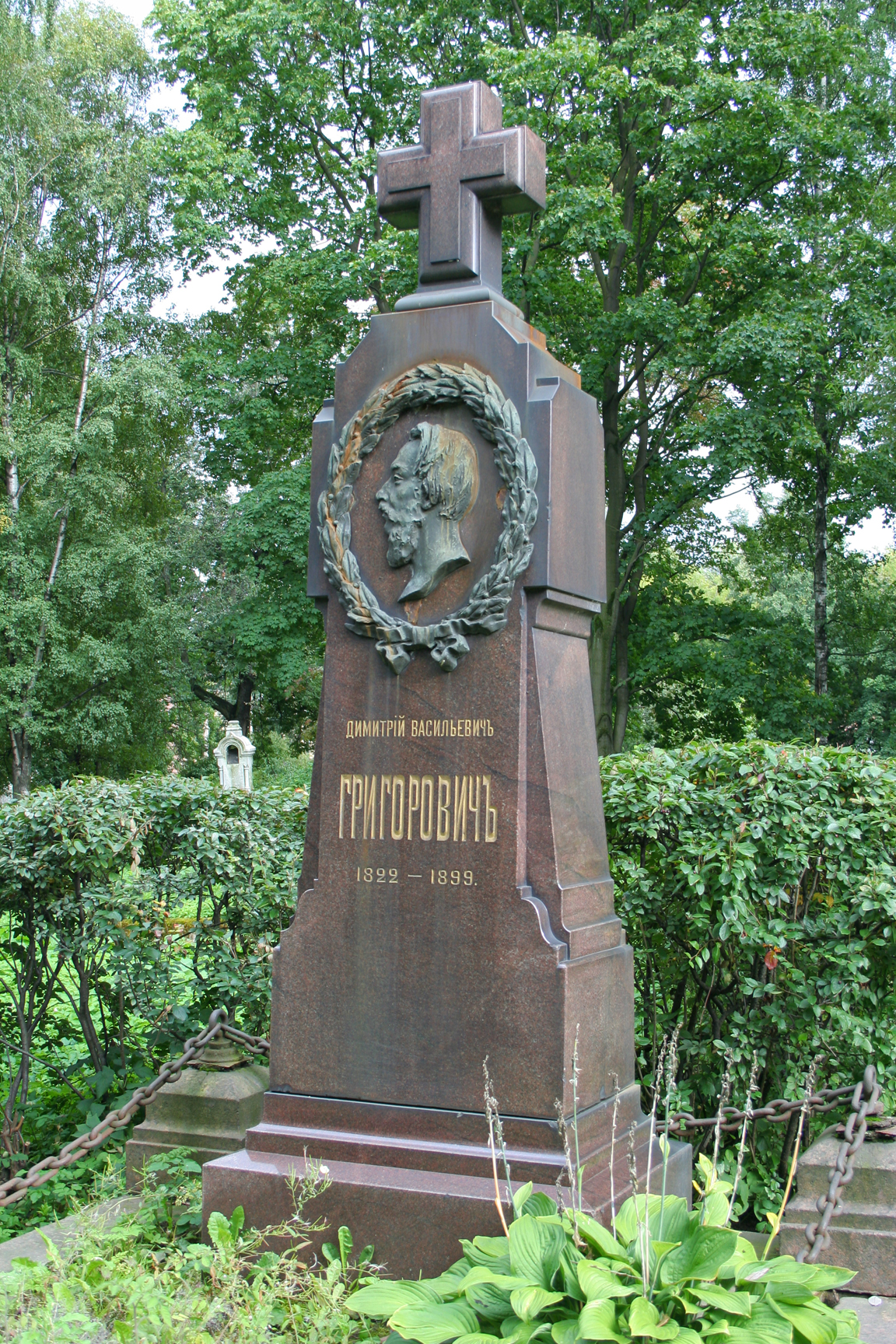
Jeho hrob v Sankt-Petěrburgu